# Noorderkerk (Sneek)
De Noorderkerk is een voormalige kerk en tegenwoordig theaterzaal aan de Kerkgracht in de binnenstad van de stad Sneek. Het is onderdeel van Theater Sneek en het Cultureel Kwartier.
Het kerkgebouw is in 1881 gebouwd naar architectuur van J.P. Hogendijk en is tot 1 juli 2001 in gebruik geweest als Gereformeerde Kerk. Na de sluiting van de kerk is het gebouw enige tijd in gebruik geweest als appartementengebouw. Het gebouw is in 2008 ingrijpend gerenoveerd, waarbij het gebouw in oude staat is hersteld. Sindsdien is de kerk onderdeel van het Cultureel Kwartier Sneek. In het gebouw bevindt zich sinds 2007 een orgel dat afkomstig is uit de in dat jaar gesloten Ichthuskerk in Sneek.
Sinds 2010 maakt Theater Sneek gebruik van het gebouw. Tot de bouw van het nieuwe theater gereed is, worden alle uitvoeringen hier gehouden. Vanaf oktober 2012 maakt de Noorderkerk deel uit van het theater als zijnde Noorderkerkzaal.